# 德蘭氏瘦獅子魚
德蘭氏瘦獅子魚，為輻鰭魚綱鮋形目杜父魚亞目獅子魚科的其中一種，分布於西北大西洋區美國科德角海域，棲息深度10-1000公尺，體長可達3.5公分，為深海底棲性魚類，屬肉食性，生活習性不明。

## 擴展閱讀
維基物種上的相關：德蘭氏瘦獅子魚